# Oniscopsis pauliani
Oniscopsis pauliani är en kräftdjursart som beskrevs av Claude Chappuis 1954. Oniscopsis pauliani ingår i släktet Oniscopsis och familjen Paramesochridae. Inga underarter finns listade i Catalogue of Life.